# Thomas Jonathan Burrill

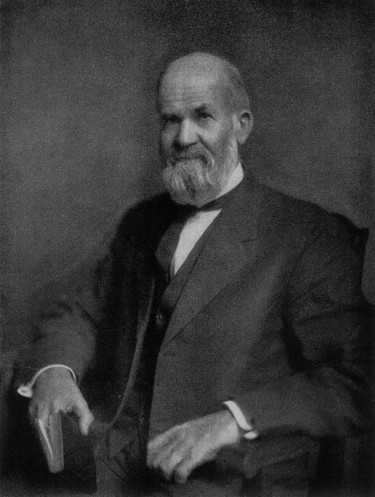
Thomas Jonathan Burrill (1839-1916).

Thomas Jonathan Burrill (Pittsfield, Massachusetts, 25 de Abril de 1839 — 14 de Abril de 1916) foi um botânico e micologista americano que se notabilizou pela descoberta das primeiras doenças das plantas causadas por bactérias fitopatogénicas.
Nasceu em Pittsfield, Massachusetts, tendo terminado o seu curso na Illinois State Normal University em 1865. Em 1868, seleccionado para professor de Botânica e de Horticultura da University of Illinois, cargo que manteve durante durante o resto de toda a sua carreira. Em 1882 foi escolhido para o cargo de vice-presidente daquela universidade.
A sua obra foi objecto de uma publicação recente sob a égide da The American Phytopathological Society (APS), reexaminado o seu pioneirismo no estudo das doenças vegetais de origem bacteriana, em especial a denominada queima da pereira e da macieira.